# Côm láng
Côm láng hay còn gọi lé núi, côm sáng bóng (danh pháp khoa học: Elaeocarpus nitidus) là một loài thực vật có hoa trong họ Côm. Loài này được Jack mô tả khoa học đầu tiên năm 1820.